# 沙瓦讷勒维龙
沙瓦讷勒维龙（法語：Chavannes-le-Veyron）是瑞士联邦西部法语区的沃州下设的一个镇。在行政上属于莫尔日区管辖。沙瓦讷勒维龙的总面积为2.63平方公里。截至2010年底，总人口为124人。